# アンダーソン・テヘダ
- アンデルソン・テヘーダ

アンダーソン・アレグザンダー・テヘダ（Anderson Alexander Tejeda, 1998年5月1日 - ）は、ドミニカ共和国ペラビア州バニ出身のプロ野球選手（遊撃手）。右投両打。アメリカ独立リーグ・アトランティックリーグのチャールストン・ダーティーバーズ所属。

## 経歴

### プロ入りとレンジャーズ時代
2014年9月8日にアマチュア・フリーエージェントでテキサス・レンジャーズと契約金10万ドルでプロ入り。
2015年5月30日に、レンジャーズ傘下のマイナーチームであるルーキー級ドミニカン・サマーリーグ・レンジャーズ1でプロデビュー。同シーズン同チームで55試合に出場し、打率.312、4本塁打、OPS.915を記録。
2016年はルーキー級ドミニカン・サマーリーグ・レンジャーズ、ルーキー級アリゾナリーグ・レンジャーズ、A-級スポケーン・インディアンスに3チームに段階的に所属。3チーム合計で66試合に出場して打率.283、10本塁打、OPS.847を記録した。
2017年はA級ヒッコリー・クロウダッズに所属。115試合に出場して打率.247、8本、OPS.721を記録した。
2018年はA+級ダウンイースト・ウッドダックスに所属。121試合に出場して打率.259、19本塁打、OPS.770を記録した。ウッドダックスが所属するカロライナリーグのミッドシーズンとポストシーズンのオールスター選手に選出された。
2019年はシーズン前に発表されたMLB.comによるプロスペクトランキングで、チーム11位に選出された。開幕後はA+級ダウンイーストに所属。5月末に左肩を脱臼、7月に修復手術を行った影響で、このシーズンは5月までの43試合の出場に留まった。成績は打率.234、4本塁打、OPS.701を記録した。オフの11月20日にルール・ファイブ・ドラフトでの流出を防ぐために40人枠入りした。
2020年はシーズン開幕前日に発表されたMLB.comによるプロスペクトランキングで、チーム7位に選出された。7月の開幕はグローブライフ・パーク・イン・アーリントンを本拠地としたレンジャーズのAlternate Training Siteに配属された。負傷したルーグネッド・オドーアに代わって8月2日にメジャー初昇格を果たした。8月6日のオークランド・アスレチックス戦で「8番・二塁手」で先発出場し、メジャーデビュー。この試合では2打席目にマイク・ファイアーズからメジャー初安打初打点となる右翼前適時打、3打席目に同投手から2点本塁打を記録した。この年はメジャーで23試合に出場して打率.253、3本塁打、8打点、4盗塁を記録した。
2021年は5試合の出場にとどまり、打率.063だった。オフの11月7日にFAとなった。

### レンジャーズ退団後
2021年11月18日にセントルイス・カージナルスとマイナー契約を結んだが、マイナーリーグ開幕前の2022年4月5日に自由契約となった。

### 独立リーグ時代
2024年2月17日にアトランティックリーグのチャールストン・ダーティーバーズと契約した。

## 選手としての特徴
強肩強打の内野手で、守備面の評価が高い一方、打撃はアグレッシブ過ぎる点が課題とされている（2020年時点）。
アマチュア時代は両打で、プロ入りしてからは左打となっていた。プロ入り後、左投手を苦手としていたことから、2019年シーズン以降は再び両打となっている。

## 詳細情報

### 年度別打撃成績
| 年 度    | 球 団    | 試 合 | 打 席 | 打 数 | 得 点 | 安 打 | 二 塁 打 | 三 塁 打 | 本 塁 打 | 塁 打 | 打 点 | 盗 塁 | 盗 塁 死 | 犠 打 | 犠 飛 | 四 球 | 敬 遠 | 死 球 | 三 振 | 併 殺 打 | 打 率 | 出 塁 率 | 長 打 率 | O P S |
| -------- | -------- | ----- | ----- | ----- | ----- | ----- | -------- | -------- | -------- | ----- | ----- | ----- | -------- | ----- | ----- | ----- | ----- | ----- | ----- | -------- | ----- | -------- | -------- | ----- |
| 2020     | TEX      | 23    | 77    | 75    | 7     | 19    | 4        | 1        | 3        | 34    | 8     | 4     | 1        | 0     | 0     | 2     | 0     | 0     | 30    | 2        | .253  | .273     | .453     | .726  |
| 2021     | TEX      | 5     | 17    | 16    | 1     | 1     | 0        | 0        | 0        | 1     | 0     | 1     | 0        | 0     | 0     | 1     | 0     | 0     | 10    | 0        | .063  | .118     | .063     | .180  |
| MLB：2年 | MLB：2年 | 28    | 94    | 91    | 8     | 20    | 4        | 1        | 3        | 35    | 8     | 5     | 1        | 0     | 0     | 3     | 0     | 0     | 40    | 2        | .220  | .245     | .385     | .629  |

- 2021年度シーズン終了時

### 年度別守備成績
| 年 度 | 球 団 | 二塁（2B） | 二塁（2B） | 二塁（2B） | 二塁（2B） | 二塁（2B） | 二塁（2B） | 遊撃（SS） | 遊撃（SS） | 遊撃（SS） | 遊撃（SS） | 遊撃（SS） | 遊撃（SS） |
| 年 度 | 球 団 | 試 合      | 刺 殺      | 補 殺      | 失 策      | 併 殺      | 守 備 率   | 試 合      | 刺 殺      | 補 殺      | 失 策      | 併 殺      | 守 備 率   |
| ----- | ----- | ---------- | ---------- | ---------- | ---------- | ---------- | ---------- | ---------- | ---------- | ---------- | ---------- | ---------- | ---------- |
| 2020  | TEX   | 4          | 7          | 6          | 0          | 1          | 1.000      | 18         | 12         | 39         | 3          | 8          | .944       |
| MLB   | MLB   | 4          | 7          | 6          | 0          | 1          | 1.000      | 18         | 12         | 39         | 3          | 8          | .944       |

- 2020年度シーズン終了時

### 背番号
- 71（2020年）
- 19（2021年）